# Палац сенаторів
Палац сенаторів — палац на Капітолійській площі в Римі. У ньому тепер розташована Ратуша Рима, а в античному підвалі (залишки Табулярію) частина експозиції Капітолійських музеїв. Разом з Палаццо Нуово та Палаццо консерваторе обрамляє Палац сенаторів Капітолійську площу, посередині якої встановлено кінну статую імператора Марка Аврелія, оригінал якої з міркувань збереження перенесено під дах в музей, на площі встановлено бронзову копію.

## Історія
Палац сенаторів має довгу історію. Заснування палацу сягає у 78 до н. е. Тоді консулу Квінту Лютацію Катулу було доручено сенатом Рима збудувати на капітолійському пагорбі державний архів — Табуларій, який і збудував за дорученням консула архітектор Луцій Корнелій.
Протягом середньовіччя будівля була покинутою і стояла пусткою,  як і низка будівель античного Рима. Лише римська сім'я Корсі зуміла використати зручне розташування будівлі і вибудувала там фортечні укріплення.
Теперішній вигляд отримує Палац сенаторів лише з XVI століття за планами Мікеланджело Буонарроті. Навіть за наглядом майстра на пагорб були покладені сходи. Посередині сходів він створив античний фонтан з фігурами — уособленнями річок Тибру, та Нілу. По сметрі Мікеланджело у 1564 році залишилися плани для капітолійської площі та трьох палаців на ній. 
Джакомо делла Порта та Джіроламо Райнальді будують між 1573 та 1605 сам палац, змінивши деякі деталі оздоблення.
Однак побудова палацу не зачепила античні залишки — нижня частина античного табулярію збережена. Дві вежі по боках також залишились з часу укріплення Корсі. Все це надає палацу, незважаючи на його бароковий фасад, дещо оборонного характеру.
Дзвіницю збудовано у 1578–1582 роках Мартіно Лонґі Старшим, на місті старої частини будівлі.
З 1871 палац служить ратушею Рима та місцем його міського голови. 
У Палаці сенаторів 25 березня 1957 підписано Римські договори.

## Галерея

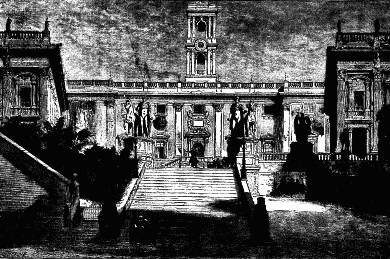
1880
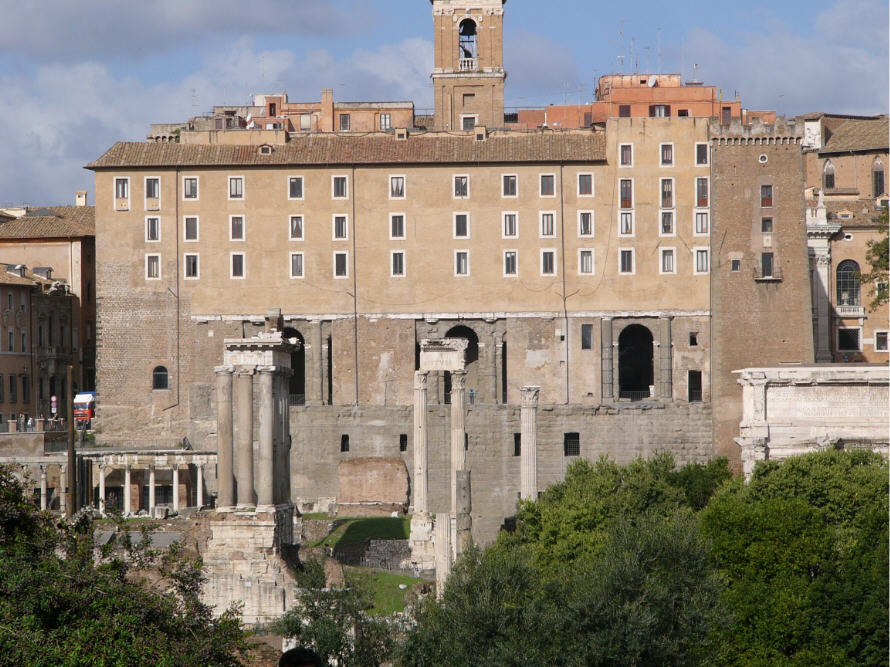
Палац сенаторів. Вигляд з Римського Форума
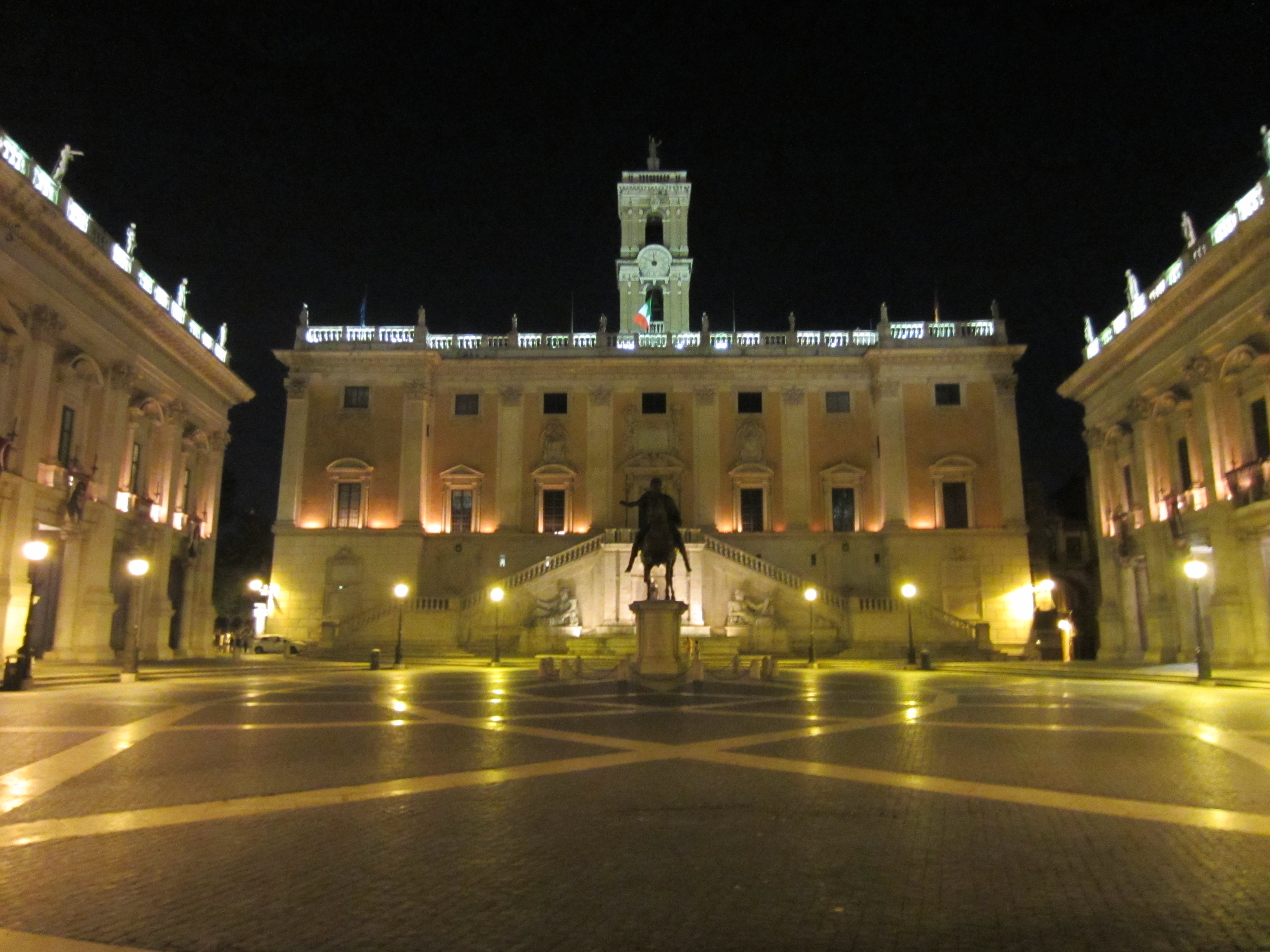
Вночі
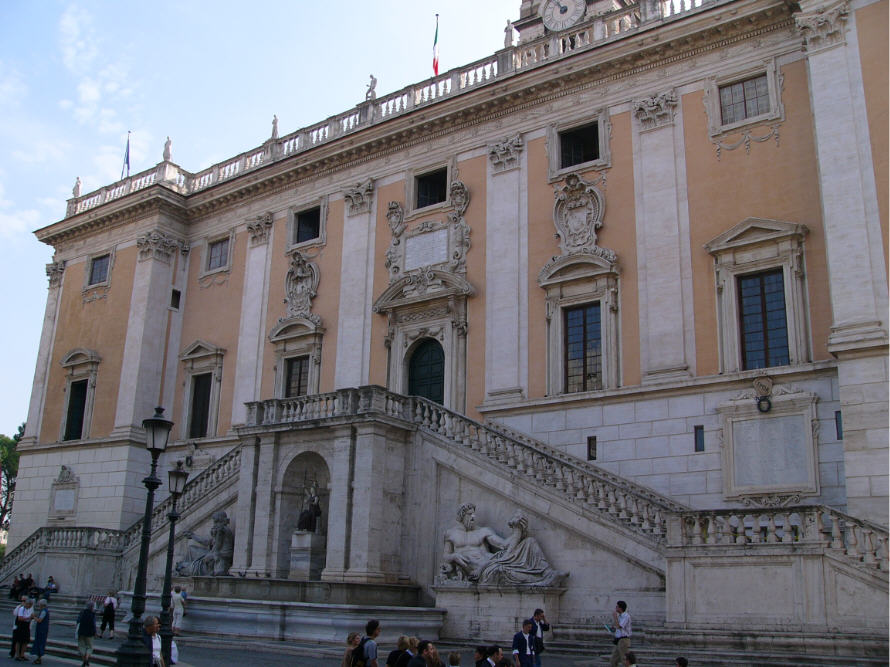
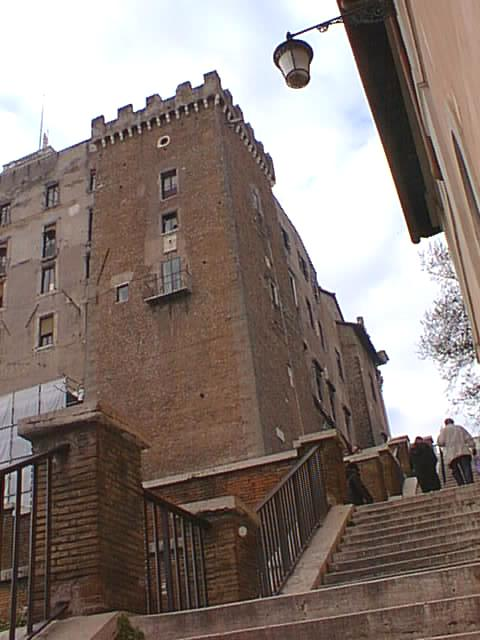
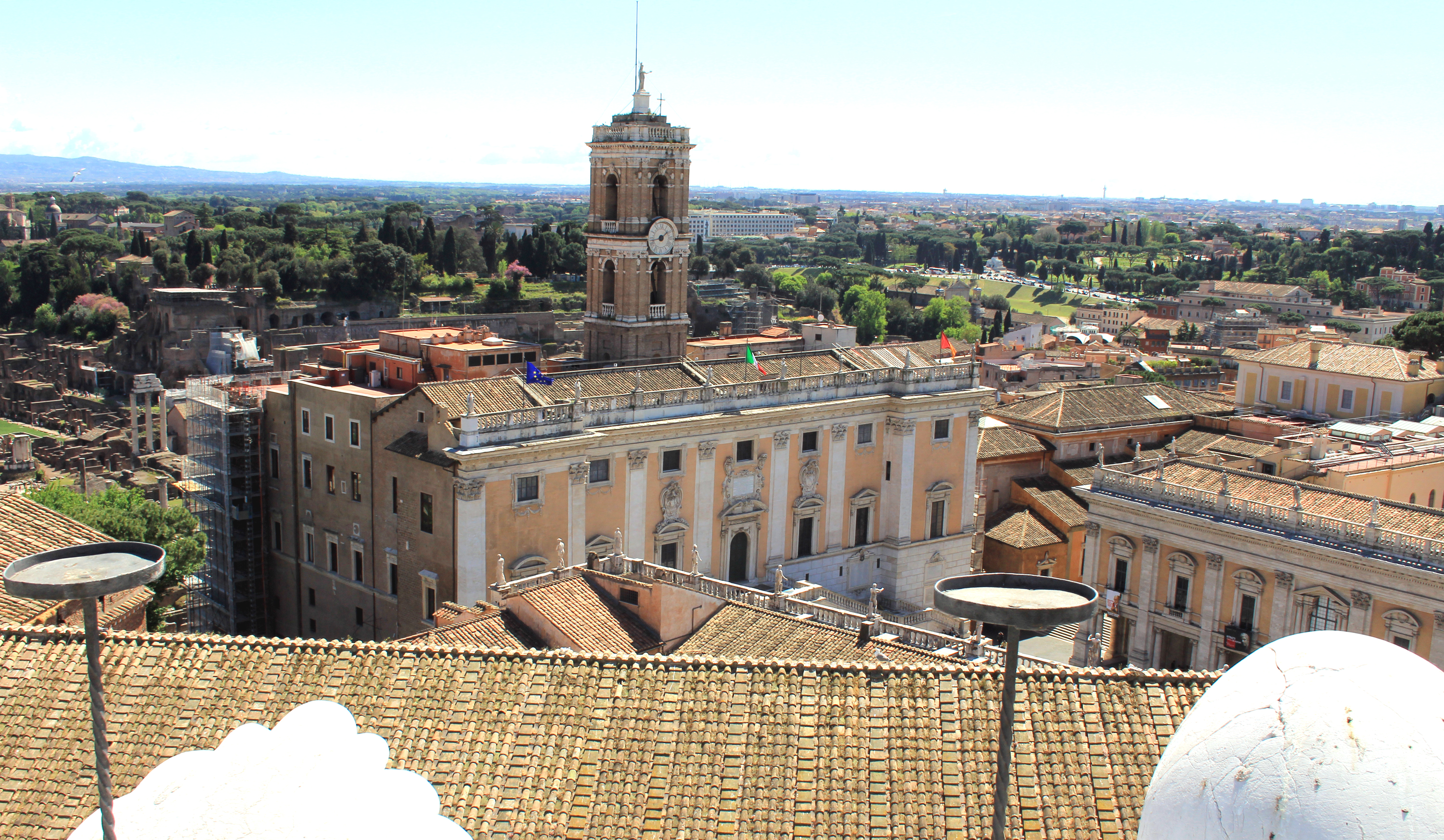
Вид з боку Вітторіано
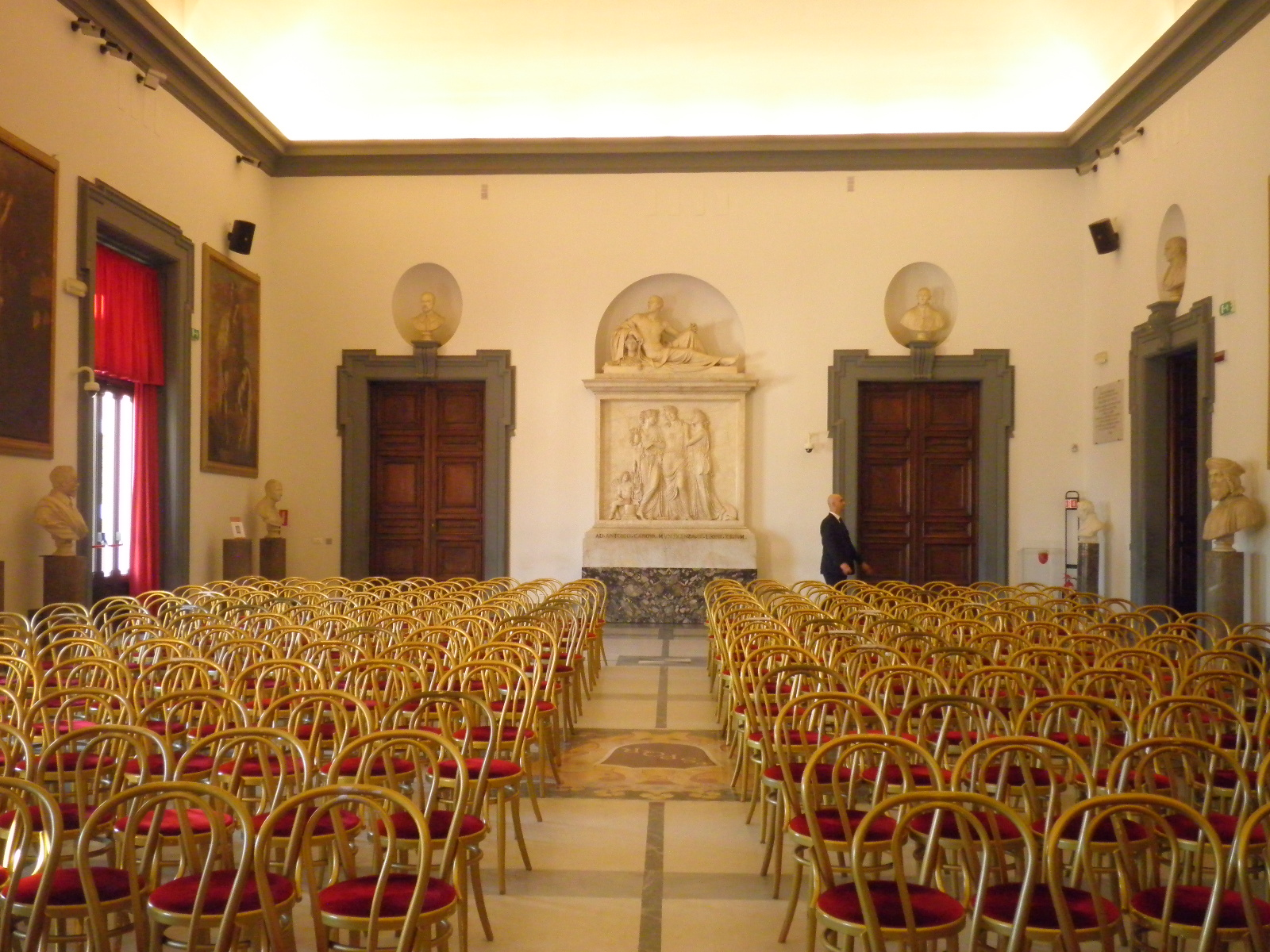
Зал палацу